# Montgarrie
Montgarrie ist eine Ortschaft in der schottischen Council Area Aberdeenshire. Sie liegt etwa 20 Kilometer südwestlich von Inverurie am linken Ufer des Don. Westlich beziehungsweise östlich erheben sich die Ketten der Correen Hills beziehungsweise des Bennachie.

## Geschichte
Direkt westlich der Ortschaft zeugt der prähistorische Steinkreis Druidsfield von der frühen Besiedlung der Umgebung. Am 2. Juli 1645 nutzte ein Heer der Covenanters die Furt von Montgarrie zur Querung des Don. Am gegenüberliegenden Ufer trafen sie auf die lauernden royalistischen Truppen unter dem Earl of Montrose. Die sich entwickelnde Schlacht von Alford endete mit einem deutlichen Sieg der Royalisten. Die östlich von Montgarrie gelegenen Ländereien zählten im Mittelalter zum Besitz des Templerordens. Dort entstand im Jahre 1745 das Herrenhaus Whitehaugh House. Die bis heute aktive Montgarrie Mill produziert Haferflocken, die heute unter dem Markennamen „Oatmeal of Alford“ vertrieben werden.
Zwischen 1961 und 1971 sank die Einwohnerzahl Montgarries von 153 auf 129 ab.

## Verkehr
Montgarrie liegt an einer untergeordneten Straße. Bei Alford sind die A944 (Aberdeen–Corgarff) sowie die von Banchory nach Alford führende A980 erreichbar.